# 1842 au Nouveau-Brunswick
Chronologie du Nouveau-Brunswick
- 1838
- 1839
- 1840
- 1841
- 1842
- 1843
- 1844
- 1845
- 1846

Cette page concerne des événements d'actualité qui se sont produits durant l'année 1842 dans la colonie du Nouveau-Brunswick.

## Événements
- 5 avril : fondation du Musée du Nouveau-Brunswick
- 9 août : signature du traité Webster-Ashburton établissant la frontière entre le Maine et le Nouveau-Brunswick

## Naissances
- 8 janvier : Kennedy Francis Burns, député et sénateur.
- 12 février : Alexander Rogers, député.
- 5 mars : George Moffat (fils), député.
- 9 avril : Peter McSweeney, sénateur.
- 1er mai : Richard Poirier, député.
- 27 juillet : John McAlister, député.
- 2 novembre : Alfred Augustus Stockton, député et chef de l'opposition.
- 29 novembre : James Domville, député et sénateur.

## Décès
- James Easterbrooks, député